# Tony Hawk: Ride
Tony Hawk: Ride (nazwa kodowa: Tony Hawk’s Adrenaline) to dziesiąta gra w serii gier Tony Hawk’s. Została ona wydana 17 listopada 2009 (USA) oraz 20 listopada 2009 (Wielka Brytania) na platformy Wii, Xbox 360 oraz PlayStation 3.
W lutym 2009 roku wydawca, firma Activision potwierdziła informacje o tym, że gra będzie zupełnie inna od poprzednich odsłon serii oraz że wyznaczy nowy kierunek w branży. Sterowanie będzie odbywać się nie za pomocą gamepada, ale przy użyciu mechanicznej deskorolki wyposażonej w sensory ruchu.
15 maja 2009 w GameTrailers TV ogłoszono, że wbrew pierwszym zapowiedziom, gra nie będzie nazywać się Tony Hawk’s Adrenaline, lecz Tony Hawk: Ride.